# Szponton

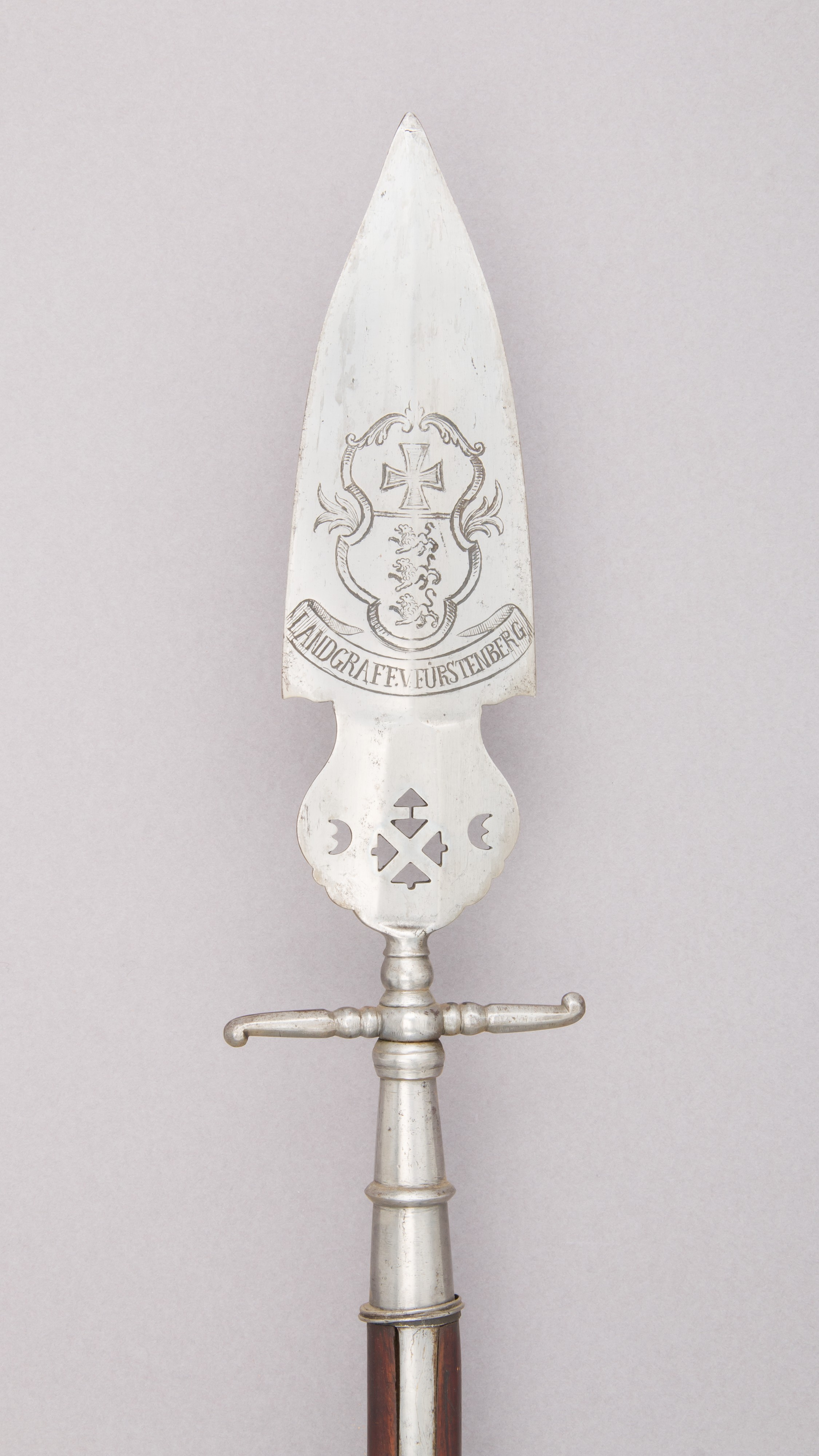
Szeroka głownia typowego szpontonu, bogato grawerowana i z poprzeczką poniżej

Szponton – rodzaj broni drzewcowej, odmiana partyzany o obosiecznym grocie, u którego nasadzie znajdowały się wygięte pręty lub skrzydła. Głownie szpontonów miały charakterystycznie rozszerzoną część centralną. Rozpowszechniony w Europie w XVII-XVIII wieku, głównie jako oznaka stopnia podoficerskiego lub oficerskiego.
Nazwa pochodzi od  francuskiego słowa esponton, które w średniowieczu oznaczało sztylet. W połowie XVI w. nazwa ta, jako espontone, pojawia się we Włoszech na określenie rodzaju włóczni, a od XVII w. we Francji jako nazwa pół-piki. Broń używana jako oznaczenie godności wojskowej była często bogato zdobiona np. herbami lub monogramami.
W Polsce używany podobnie jak w armiach zachodnich, za panowania saskiego i aż do reformy wojska przez Sejm Czteroletni w końcu XVIII wieku, głównie w dragonii i piechocie. W Anglii używany przez oficerów do 1786 r., a przez sierżantów w latach 1792–1830.